# Jukamenszkojei járás
A Jukamenszkojei járás (oroszul Юкаменский район [Jukamenszkij rajon], udmurtul Юкаменск ёрос [Jukamenszk jorosz]) Oroszország egyik járása Udmurtföldön. Székhelye Jukamenszkoje.

## Népesség
- 2002-ben 11 947 lakosa volt, melynek 48,2%-a udmurt, 19,5%-a tatár, 16,1%-a orosz, 15,1%-a böszörmény.
- 2010-ben 10 207 lakosa volt, melyből 5 104 udmurt, 2 106 orosz, 1 811 tatár, 1 062 böszörmény stb.